# Aeropuerto de Aarhus
El Aeropuerto de Aarhus (IATA: AAR, OACI: EKAH) es un aeropuerto civil ubicado en Tirstrup, Dinamarca, que se encuentra a 35.9 km al noreste de Aarhus.

## Aerolíneas y destinos
| Aerolíneas                  | Destinos                                                                                                |
| --------------------------- | --- |
| Airseven                    | Chárter estacional: Preveza                                                                             |
| Braathens Regional Airlines | Gotemburgo, Estocolmo–Bromma, Chárter estacional: Palma de Mallorca, Gran Canaria                       |
| Danish Air Transport        | Estacional: Bornholm                                                                                    |
| KLM                         | Ámsterdam (finaliza 25 de marzo de 2023)                                                                |
| Ryanair                     | Faro, Gdansk, Londres–Stansted, Málaga, Milán–Malpensa, Riga Estacional: Corfú, Palma de Mallorca, Zara |
| Scandinavian Airlines       | Copenhague, Oslo, Estocolmo–Arlanda                                                                     |
| Wizz Air                    | Bucarest                                                                                                |

### Aerolíneas de carga
- Farnair Switzerland (Malmo) opera para UPS

## Estadísticas
Ver fuente y consulta Wikidata.

## Información general

### Dirección
Aeropuerto de Aarhus
Stabrandvej 24
DK-8560 Kolind
Dinamarca

### Número de teléfono
(45) 87 75 70 00 

### Horario de apertura
06:00 - 24:00

### Transportes
- Taxi: Hay taxis disponibles, para trasladarse a la ciudad, en las afueras de la terminal.
- Bus: Hay un servicio de bus aeroportuario que lleva a los pasajeros del aeropuerto a Aarhus y viceversa. El servicio está disponible las 24 horas del día. También, la ruta 212 entre Ebeltoft y Randers para en el aeropuerto.
- Carretera: Las opciones por carrera son: coche; bus; y taxi.

### Cómo llegar
El aeropuerto es fácilmente accesible desde Aarhus, basta con tomar la ruta 15 desde la ciudad, y continuar en ella hasta el aeropuerto. Una vez en la ruta 15, basta seguir las señales al aeropuerto.

### Instalaciones del aeropuerto
- Información del aeropuerto: Existe un mostrador de turismo en la terminal de llegadas del aeropuerto.
- Dinero: El aeropuerto cuenta con un banco; una oficina de cambio de divisa; y algunos cajeros automáticos.
- Más servicios: Existe un botiquín en la terminal del aeropuerto, también hay salas de cambio de pañales en el aeropuerto.
- De compras: Hay un buen número de tiendas en el interior del aeropuerto, incluyendo una tienda duty free; un kiosco; un estanco; agencia de viajes; y una tienda de regalos.
- Comida y bebida: El aeropuerto tiene algunos restaurantes; cafeterías; y bares en el interior de la terminal, ofreciendo un amplio rango de refrescos, hasta cualquier cosa que el turista se pueda imaginar.
- Instalaciones de negocios: El aeropuerto tiene una sala VIP que ofrece algunos servicios de negocio, incluyendo fax; Internet; y teléfonos.
- Instalaciones para discapacitados: El aeropuerto es fácilmente accesible para personas con discapacidad y existen aseos accesibles a personas con sillas de ruedas. Si los pasajeros discapacitados tienen alguna necesidad especial, deben informar a la aerolínea antes de viajar.

## Información técnica

### Clasificación del aeropuerto
4E (cat. 7)

### Características de pistas
- 10R/28L: 3000 m/4E

- 10L/28R: 3000 m/4B

ILS 28L: CAT IIIB 
ILS 10R: CAT I 

### Especificaciones de plataforma
Contacto: 4 
Remoto: 3